# Aeshninae
Sous-famille
Les Aeshninae sont une sous-famille de libellules de la famille des Aeshnidae.

## Systématique
Selon les sources, la sous-famille des Aeshninae est attribuée préférentiellement à l'entomologiste français Pierre Rambur, en 1842 mais d'autres sources donnent le zoologiste britannique William Elford Leach en 1815.

## Liste des tribus
Dans la sous-famille Aeshninae, on distingue les tribus suivantes :
- Aeshnini Rambur, 1842
- Anactini Davies, 1981
- Gynacanthini
- Polycanthagynini